# 롬복 국제공항

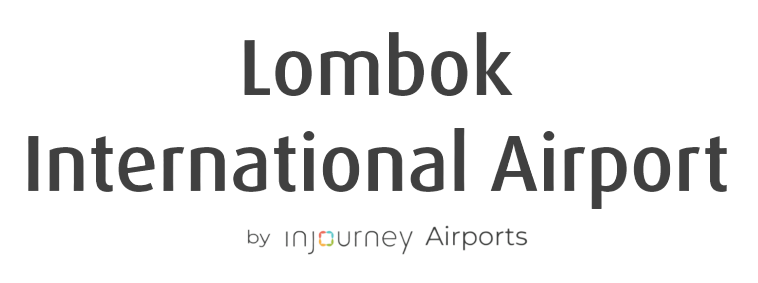
로고

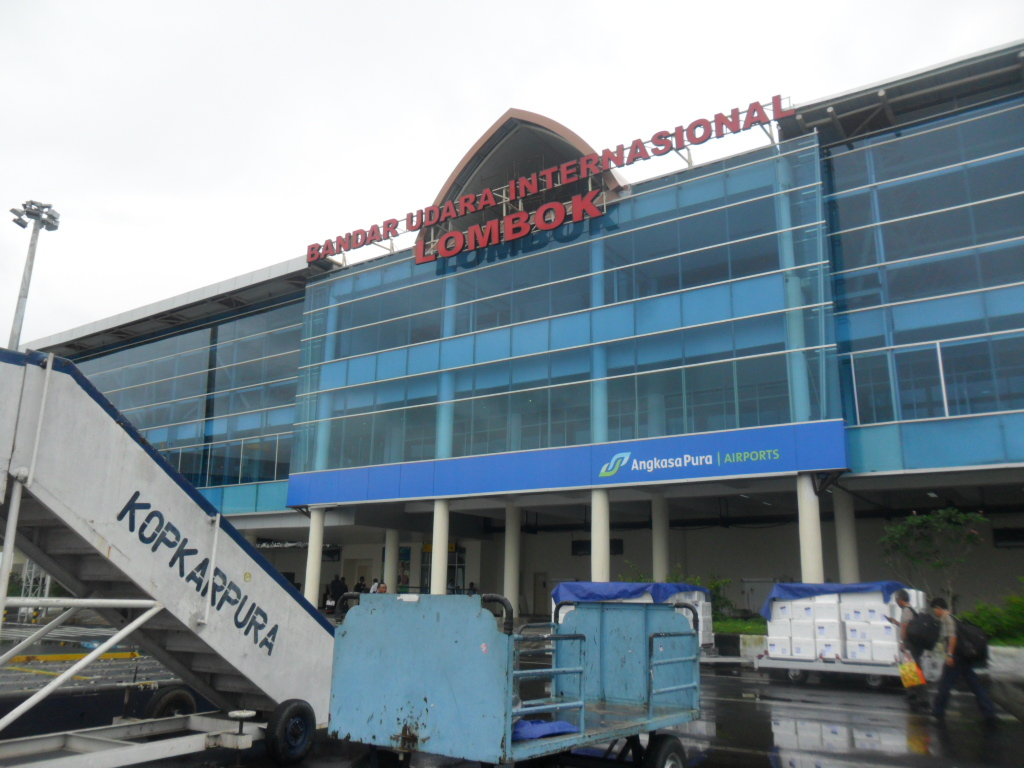
건물

롬복 국제공항(영어: Lombok International Airport) 또는 자이누딘 압둘 마지드 국제공항(영어: Zainuddin Abdul Madjid International Airport, Bandar Udara Internasional Lombok, IATA: LOP, ICAO: WADL)은 인도네시아 롬복섬의 국제공항이다. 이 섬의 유일하게 온전히 운용되고 있는 공항이다.
과거 이 섬의 유일한 운영 공항이었던 셀라파랑 공항을 대체하였다.